# John Robson (Politiker)

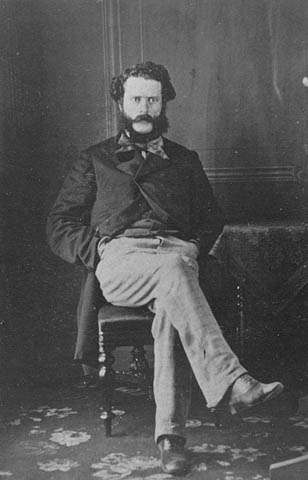
John Robson

John Robson (* 14. März 1824 in Perth, Ontario; † 29. Juni 1892 in London) war ein kanadischer Politiker und Journalist. Er gehörte zu den einflussreichsten Journalisten seiner Zeit und war Mitbegründer der Confederation League, die maßgeblich zum Beitritt British Columbias zur Kanadischen Konföderation beitrug. Vom 2. August 1889 bis zu seinem Tod war er Premierminister dieser Provinz.

## Journalist und Aktivist
Seine frühen Jahre verbrachte Robson als Händler im südlichen Ontario und in Montreal. 1859 erfuhr er vom Fraser-Canyon-Goldrausch und zog westwärts in die damalige Kolonie British Columbia. Beim Goldsuchen ohne Erfolg geblieben, half er seinem Bruder Ebenezer, einem methodistischen Priester, beim Bau einer Kirche in New Westminster, der Hauptstadt der Kolonie. Nach deren Vollendung gründete er die Zeitung British Columbian und forderte die Selbstverwaltung der Kolonie sowie liberale Reformen, was ihn in Konflikt mit dem autokratisch herrschenden Gouverneur James Douglas brachte.
Robson verbündete sich mit anderen Journalisten wie Amor De Cosmos und führte eine Kampagne gegen den Gouverneur und dessen Beamte, darunter auch Matthew Baillie Begbie, den Obersten Richter. Begbie ließ Robson 1862 kurzzeitig verhaften, nachdem er einen anonymen Brief veröffentlicht hatte, der andeutete, der Richter habe sich bestechen lassen. Nach seiner Freilassung warf Robson der Kolonialverwaltung vor, sie unterdrücke die Pressefreiheit.
1864 trat Douglas zurück und Robson stellte seine Angriffe ein, als das Kolonialparlament immer mehr Rechte erhielt. Er befürwortete die Vereinigung der Kolonien British Columbia und Vancouver Island im Jahr 1866. Drei Jahre später verlegte er seine journalistische Tätigkeit nach Victoria. Seine Zeitung wurde bald vom Daily British Colonist (heute Times-Colonist) übernommen, die von Amor De Cosmos gegründet worden war.
Beim Colonist war Robson sechs Jahre lang politischer Redakteur und trat leidenschaftlich für den Beitritt der Kolonie zur Kanadischen Konföderation ein, die 1867 aus der Vereinigung von vier britischen Kolonien entstanden war. Zusammen mit De Cosmos und Robert Beaven (beide zukünftige Premierminister der Provinz), gründete Robson 1868 die Confederation League, die aktiv für den Beitritt warb. British Columbia wurde schließlich am 20. Juli 1871 die sechste kanadische Provinz.

## Provinzpolitik
1863, noch während der Zeit der Kolonie, war Robson in den Stadtrat von New Westminster gewählt worden und war 1866/67 Bürgermeister gewesen. Ansonsten beschränkten sich seine politischen Aktivitäten vorerst auf das Schreiben von Artikeln und Lobbying. Nachdem British Columbia aber der Kanadischen Konföderation beigetreten war, wurde er bei der ersten Wahl zur Legislativversammlung von British Columbia im Oktober 1871 als Abgeordneter des Wahlbezirks Nanaimo gewählt.
Robson wandte sich im Provinzparlament gegen den seiner Meinung nach zu konservativen ehemaligen Mitstreiter De Cosmos und auch gegen Premierminister George Anthony Walkem. Er trat für noch weiter gehende Reformen ein, wie zum Beispiel das Frauenwahlrecht. Vor der Unterhauswahl im Januar 1874 unterstützte er die Liberale Partei Kanadas von Alexander Mackenzie. Nach dessen Wahlsieg erhielt er im April 1875 als Gegenleistung eine gut bezahlte Stelle als Zahlmeister bei der Canadian Pacific Railway; sein Parlamentsmandat gab er auf. 1880 kaufte er in New Westminster die Zeitung Dominion Pacific Herald, deren Chefredakteur er zwei Jahre lang war.
Nach einer Unterbrechung von sieben Jahren kehrte Robson 1882 in die Legislativversammlung zurück, wobei er nun New Westminster vertrat. Im Februar 1883 ernannte ihn William Smithe zum Minister in seiner Regierung. Robson war zuständig für Bildung, Finanzen, Landwirtschaft und Bergbau. Nach dem Amtsantritt von A. E. B. Davie gab er die Bereiche Finanzen und Landwirtschaft ab. Robson war ein entschiedener Gegner der Bodenspekulation, da er darin ein Hindernis für die Besiedlung und die wirtschaftliche Entwicklung der Provinz sah. Er war dafür verantwortlich, dass die Legislativversammlung 1886 das kleine Dorf Granville, die zukünftige Endstation der transkontinentalen Eisenbahnlinie, zu einer Stadt erhob und gemäß dem Vorschlag von William Cornelius Van Horne in Vancouver umbenannte.

## Premierminister
Am 2. August 1889, einen Tag nach Davies Tod, ernannte Vizegouverneur Hugh Nelson Robson zum Premierminister. Seine Regierung förderte den Eisenbahnbau, nahm eine Neueinteilung der Wahlkreise vor und schuf die Voraussetzungen für eine verstärkte Einwanderung. Robson bewog die Bundesregierung dazu, in Esquimalt unmittelbar westlich von Victoria ein Trockendock zu bauen, woraus sich später die Basis der kanadischen Pazifikflotte entwickelte.
Robsons Gesundheit war angeschlagen. Um seine Arbeitslast zu verringern, gab er seinen urbanen Wahlkreis New Westminster auf und ließ sich im Juni 1890 in der dünn besiedelten Region Cariboo wiederwählen. Im Frühjahr 1892 riet ihm sein Arzt, eine Arbeitspause von einem Jahr einzulegen. In der Hoffnung, ein Ortswechsel würde seinen Gesundheitszustand verbessern, reiste er nach London, um mit der britischen Regierung ein Darlehen auszuhandeln. Am 20. Juni 1892 klemmte Robson einen Finger in der Tür einer Kutsche ein. Die Wunde verursachte eine Blutvergiftung, an der er neun Tage später starb.